# Podboč
Podboč este o localitate din comuna Poljčane, Slovenia, cu o populație de 20 de locuitori.